# 이치무라 오마
이치무라 오마(壱智村小真, 1977년 5월 3일 ~ )는 일본 가나가와현 출신의 여성 성우로, 본명은 오마타 토모코(小俣智子)이다. 현재 오피스CHK에 소속되어 있다.

## 출연작품

### TV 애니메이션
2001년
- 초 GALS! 코토부키 란 (호시노 아야)
- 후르츠 바스켓 (아리모리 사토미)

2003년
- 나루에의 세계 (아사쿠라 린)

2004년
- 두 사람은 프리큐어 (넬프)

2005년
- 두 사람은 프리큐어 Max Heart (러브란, 하급생)
- IZUMO 용맹한 검의 섬기 (사쿠야)

2006년
- 디지몬 세이버즈 (하야세 미나미, 리리나)
- 해바라기! (ウリ坊)
- 전설의 총사 빨간 망토 (점원)
- 해피니스! (시키모리 이부키)

2007년
- Yes! 프리큐어5 (상크 루미엘 학원 학생)

2008년
- 포르피의 기나긴 여행 (톰)
- 연희무쌍 (순욱)

2009년
- 11eyes (히로하라 유키코)
- 진 연희무쌍 (순욱)

2011년
- 새하얀색 심포니 (안젤리나 나나츠 시웰)

### OVA
2003년
- 푸른 고백 (오카무라 리호) : 미루 (みる) 명의
- Maid in Dream 제 1화「어서오세요! 주인님」 (카린) : 미루 (みる) 명의
- Maid in Dream 제 2화「메이드들이 있는 풍경」 (카린) : 미루 (みる) 명의

2009년
- 연희무쌍 (순욱)

### 게임
2000년
- 푸른 문 하얀 열쇠 (시바 나츠키) : 미루 (みる) 명의
- 경비원 ~ 일그러진 직무일지 ~ (쿠리스 미유키) : 미루 (みる) 명의
- 루나·시즌 ~150분의 1의 연인~ (츠바타 카나미) : 미루 (みる) 명의
- 꽃달력 (아루메리아) : 미루 (みる) 명의

2001년
- 텐타마 (에노키 리카코)
- 꽃달력 전연령판 (아루메리아) : 미루 (みる) 명의
- VANISHING/I' S (토쿠라 유나, 타카자와 유코) : 미루 (みる) 명의
- 한여름의 숲 (미야시타 메구미) : 미루 (みる) 명의
- Railway ~여기에 있는 꿈~ (노모토 츠키미) : 미루 (みる) 명의
- 짐승학원 (키사라기 콘) : 미루 (みる) 명의
- Sacrifice ~제복사냥~ (후요 치나츠) : 미루 (みる) 명의

2002년
- 신애 ~shin ai~ (카스가 유리) : 미루 (みる) 명의
- 모모코짱 for Me R 외전 ~반지에 담은 추억 (쿠죠 사요리) : 미루 (みる) 명의
- 어둠의 목소리II (타치카와 케이/K) : 미루 (みる) 명의
- 어쩐지×인기많아 ~믿을 수 없는 그 인기만점매력~ (고다이 키쿠코) : 미루 (みる) 명의
- 인형의 저택 ~음란한 꿈에 안겨진 메이드들~ (이즈미 시온) : 미루 (みる) 명의
- 멘 앳 워크! 3 ~헌터들의 청춘~ (리사 에어하트) : 미루 (みる) 명의

2003년
- ONE ~빛나는 계절로~ Full Voice Ver. (사토무라 아카네) : 미루 (みる) 명의
- 컬러풀 키스 ~12인의 가슴이 두근~ (아키라) : 미루 (みる) 명의
- 어둠의 목소리 특별편 (K) : 미루 (みる) 명의
- 체리보이에게 반했다 (하야사카 아야노) : 미루 (みる) 명의
- 무녀무녀 간호사 (토죠인 하루카) : 미루 (みる) 명의
- 충술사 (아야나) : 미루 (みる) 명의
- 십육야의 신부 (츠게 아야미) : 미루 (みる) 명의
- 마법천사 미사키 (나라시노 사라) : 미루 (みる) 명의
- 사립 아키하바라학원 (사토나카 나미) : 미루 (みる) 명의
- 천사가 없는 12월 (키다 에미리) : 미루 (みる) 명의
- 메구리, 히토히라 (아소 코마) : 미루 (みる) 명의
- 교습소의 누나 (쿠로다 사에) : 미루 (みる) 명의
- 먹기 좋은 때 ~한 지붕 아래에서~ (사와무라 나노) : 미루 (みる) 명의
- 이시카와 호노리 (하바키) : 미루 (みる) 명의
- 낙옆이 흩날릴 무렵 (하루카=리히텐바인) : 미루 (みる) 명의
- 남색의 광시곡 ∼Deep Blue Rhapsody- (유나) : 미루 (みる) 명의
- 여름의 사랑 ~karen~ (칸나기 유우) : 미루 (みる) 명의
- 동인지 직매회를 하자! (타키가와 츠바사) : 미루 (みる) 명의
- 목욕탕 훔쳐보기 2 ~헤이사쿠와 켄타의 꿈이야기~ (키사라기 미유) : 미루 (みる) 명의
- V.G. NEO (오카모토 아유미) : 미루 (みる) 명의
- 어둠의 소리 III ~오망삼욕 마방진~ (미타무라 시즈카<K>, 꼬마K) : 미루 (みる) 명의
- 최종치한전차 2 (카타세 마호) : 미루 (みる) 명의
- 테네렛차 (리폰 캐시)

2004년
- 편신명 - 잃어 버린 인과의 법 - (사치카(사치카노 이요히메))
- 멘 앳 워크! 3 ~사랑과 청춘의 헌터학원~ PS2판 (리사 에어하트)
- Forest (나가츠키 아마네) : 미루 (みる) 명의
- 어디로 가는가, 그날 (칸자키 치카코) : 미루 (みる) 명의
- 하늘의 색, 물의 색 (소라야마 나츠메) : 미루 (みる) 명의
- 세리나 (스오 유키나) : 미루 (みる) 명의
- IZUMO2 (사쿠야) : 미루 (みる) 명의
- 악주입 - 너에게 바치는 악의 혼 - (미리엄) : 미루 (みる) 명의
- 유감 간호사 (마츠모토 아야) : 미루 (みる) 명의
- 울트라 마법소녀 마나나 (바르) : 미루 (みる) 명의
- OL사냥 ~젖은 오피스~ (카자마 쿄코) : 미루 (みる) 명의
- 능희 ~추잡하게 영향을 주는 복수의 윤무곡~ (메르) : 미루 (みる) 명의
- MOE러브 ~여름빛 기숙사~ (코자쿠라 이치키) : 미루 (みる) 명의
- 숨어서 야한짓 (산죠 메구미) : 미루 (みる) 명의
- 마녀의 속죄 (리오) : 미루 (みる) 명의
- 푸른색윤회 (야마다 니나) : 미루 (みる) 명의
- 웨이트리스 파라다이스 -Stay with me- (후지시로 하루카) : 미루 (みる) 명의
- 무녀 세완번성기 (사라) : 미루 (みる) 명의
- 무녀 세완번성기 엑스트라 (사라) : 미루 (みる) 명의
- 오네파파～Onegai PaPa！(나가사와 이치코) : 미루 (みる) 명의
- Virgin SNOW ~눈이 내리는 언덕에서 그대와~ (미즈키 나루미) : 미루 (みる) 명의
- 천공의 심포니아 (밀피리아 플로이하이무) : 미루 (みる) 명의
- 치한은 범죄! (이가와 케이) : 미루 (みる) 명의
- 프렌즈 2 -Child Fruit- (사야카) : 미루 (みる) 명의
- 예양학원 ~연옥의 학교~ (아유카와 유나) : 미루 (みる) 명의
- Lewdness Leccion (유우키 마나) : 아오카와 나가레 (青川 ナガレ) 명의
- May Reason (코유키) : 아오카와 나가레 (青川 ナガレ) 명의

2005년
- F.E.A.R. 일본어판 (알마)
- 이타다키 쟝가리안R (린 친페이) : 미루 (みる) 명의
- 분부대로★주인님! (시라키 아이리) : 미루 (みる) 명의
- 진해마경 (쿠몬 메구미) : 미루 (みる) 명의
- SEVEN-BRIDGE (제인) : 미루 (みる) 명의
- D-spray 미약으로 인기만점 과장 대리 보좌 (코야스 마나) : 미루 (みる) 명의
- 배덕의 학원 ~어둠에 바쳐졌던 아가씨들∼ (시노하라 호노카)
- 파스텔 차임 Continue (루시 민시아드) : 미루 (みる) 명의
- 해피니스! PC판 (시키모리 이부키) : 미루 (みる) 명의
- 꼬마마녀 아라모드 2 ~ 빛과 어둠의 에트랑제~ (민트 렌틸) : 미루 (みる) 명의
- 접대클럽 (하라 스미카, 오노 미키) : 미루 (みる) 명의
- 두근두근 시스터 파라다이스2 (노하라 사쿠라) : 미루 (みる) 명의
- MERI+DIA ~마리아디아나~ 오오토리 미호 : 미루 (みる) 명의
- 짝사랑의 달 (사토 스즈키, 요시노) : 미루 (みる) 명의
- 윤간병동 「그만두세요…선생님, 진찰하지 말아주세요! 」 (히라세 하루나) : 미루 (みる) 명의
- 감연천사 ~스위트 스위트 엔젤~ (아마사키 미하루) : 미루 (みる) 명의
- 페티시 3 표의 기억 (소카베 토오코) : 미루 (みる) 명의
- 색종이 ~종이받침~ (타카쿠라 치히로) : 미루 (みる) 명의
- 갸쿠타마2 (미도리) : 미루 (みる) 명의
- 어둠의 목소리 또 다른것을 기록 (케이) : 미루 (みる) 명의
- 갈아입혀 페티쉬! (사쿠라 나나미) : 미루 (ミル) 명의
- 나츠☆나츠 (요시츠키 코토리) : 미루 (みる) 명의
- 사랑의 힘 (타카나시 카렌) : 미루 (みる) 명의
- 프린세스 세레나데 (레나) : 미루 (みる) 명의
- 파스챠C++ (루시 민시아드) : 미루 (みる) 명의
- GALZOO 아일랜드 (에리나) : 미루 (みる) 명의
- Temptation H ~최음의 나락~ (키리하라 미나) : 아오카와 나가레 (青川 ナガレ) 명의
- 가족 교감 ~ 자 모 매 ~ (토죠 하즈키) : 아오카와 나가레 (青川 ナガレ) 명의
- 암컷노예 ~범해진 방과후~ : 아오카와 나가레 (青川 ナガレ) 명의
- 헤븐 스트라다 (밋-짱) : 아오카와 나가레 (青川 ナガレ) 명의

2006년
- 고어 스크리밍 쇼 (유카) : 미루 (みる) 명의
- angel breath (가브리엘) : 미루 (みる) 명의
- 만약 내일이 맑다면 (노노사키 츠바사) : 미루 (みる) 명의
- 염극클럽 ~더러워진 커튼콜~ (노기와 쇼코) : 미루 (みる) 명의
- 신님의 여관 (타카하라 쇼코) : 미루 (みる) 명의
- 비밀의 방과후2 ~코치와 제자의 위험한 동거생활~ (토미오카 유나) : 미루 (みる) 명의
- 강아지와 살자 (무츠키 카나) : 미루 (みる) 명의
- IZUMO2 학원광상곡 (사쿠야) : 미루 (みる) 명의
- Fifth ~Eternal Collection Box~ (마나) : 미루 (みる) 명의
- Triptych (미우) : 미루 (みる) 명의
- 일곱 빛깔 저편 ~여름방학! 두근 러브 바캉스 꿈의 모험!~ (스미레히메) : 미루 (みる) 명의
- 종판의 구관 R 풀보이스 (노노무라 미사키) : 미루 (みる) 명의
- 보잉에 걸어! (히메노 유리) : 미루 (みる) 명의
- 카이와레 (유리카와 마후유) : 미루 (みる) 명의
- 브리～드！ (마이) : 미루 (みる) 명의
- 해피니스! 리럭스 (시키모리 이부키) : 미루 (みる) 명의
- 브라반! -The bonds of melody- (미카게 스미) : 미루 (みる) 명의
- 피아노 ~홍루관의 노예아가씨들~ (린타이쿄쿠) : 미루 (みる) 명의
- 요츠노하 PC판 (유키 아리사) : 미루 (みる) 명의
- 멘 앳 워크! 4 ~헌터들이여 영원히~ (리나 클라이톤) : 미루 (みる) 명의
- StarTRain (유메하라 아스카) : 미루 (みる) 명의
- 이나☆코이! ~여우 신령님과 여복의 저주~ (하루히 사라사) : 미루 (みる) 명의
- BALDR BULLET "REVELLION" PC판 (레베카 프루시엔코) : 미루 (みる) 명의
- 어째서? 만지작 프린세스 Final Road ~ 정말! 또 이런 곳에서? 3 ~ (잉그리드) : 미루 (みる) 명의
- 마법천사 미사키 2 (민트) : 미루 (みる) 명의
- Elf in Rose ~붙잡힌 세 황녀~ (코린누) : 미루 (みる) 명의
- 파미☆스피!!~FamiliarSpirits!!~ (스세리) : 미루 (みる) 명의
- 키스미미!! ~Kiss! Me! Me!~ (마키바 우시오) : 미루 (みる) 명의
- 오키츠네 Summer ~여름 합숙·여자 아이와 함께~ (키츠네(여우)) : 미루 (みる) 명의
- 푸른하늘 마지카!! (콜네리아) : 미루 (みる) 명의
- 몽견사 PS2판 (모리타 나오) : 미루 (みる) 명의
- 아노니마스 (미야마 유카) : 미루 (みる) 명의
- D-spray2 미약으로 인기만점 과장 대리탕 연기 여정편 (코야스 마나) : 미루 (みる) 명의
- 바껴랏! (후유카와 마후유) : 미루 (みる) 명의
- 레이프! 레이프! 레이프! (사쿠라이 우사기) : 아오카와 나가레 (青川 ナガレ) 명의
- 가족교감 금단의 장 (토죠 하즈키) : 아오카와 나가레 (青川 ナガレ) 명의
- 구르는 아가씨 ~어쨌든 잘 넘어지는 아가씨들~ (야마토 코로미) : 아오카와 나가레 (青川 ナガレ) 명의
- 치태간상~방과후의 차임은 쇼의 시작 (모리 사야카) : 아오카와 나가레 (青川 ナガレ) 명의
- 두근두근 모녀 레슨 ~ 가르쳐줘 H한 공부~ (사토 나미) : (古都美琴) 명의
- 메이드씨와 대검 (유쿠와 나츠메) : 아오카와 나가레 (青川 ナガレ) 명의
- 질내사정”이외는 교칙 위반! -여학교 재·탈취 계획- (후쿠마츠 나기하,무즈키 사야카,이루마 가라스) : 아오카와 나가레 (青川 ナガレ) 명의
- 일탈애 ~나에게 당해라~ (아시야 마코) : 아오카와 나가레 (青川 ナガレ) 명의
- 음황패전 아마츠 ~백탁의 주인~ (사야 카무로기) : 아오카와 나가레 (青川 ナガレ) 명의
- 스페어 키 2 ~젖은 머리카락이 마르기 전에~ (하세베 와카바) : 아오카와 나가레 (青川 ナガレ) 명의
- 아이언 메이든 ~강철의 오토메~ (미나자키 이스즈,EVE AT-01(이브)) : 아오카와 나가레 (青川 ナガレ) 명의
- 피규@메이트 (엔도 이프리나, 어나더) : 아오카와 나가레 (青川 ナガレ) 명의
- 던전 크루세이더즈 (에리카 루레부르그) : 아오카와 나가레 (青川 ナガレ) 명의

2007년
- 해피니스! 디럭스 PS2판 (시키모리 이부키)
- 두근두근 마녀신판! (미도 아야메)
- GUN-KATANA(총도)-NonHumanKiller- (아네스) : 미루 (みる) 명의
- 론드 리플렛 (나) : 미루 (みる) 명의
- 치어풀! (아키노 모미지) : 미루 (みる) 명의
- 연희무쌍 ~두근☆소녀들의 삼국지 연의~ (순욱) : 미루 (みる) 명의
- 프리미티브 링크 (이즈미 아마네) : 미루 (みる) 명의
- 배덕의 학원2 ~어둠을 계승하는 자~ (시이나 마유) : 미루 (みる) 명의
- Kissy Kissy ~나의 알~ (타니가와 유우) : 미루 (みる) 명의
- 엠피 Maid promotion master (코토세 코요미) : 미루 (みる) 명의
- 키미하구 (세리자와 마도카) : 미루 (みる) 명의
- 올려다 본 하늘에 떨어져 가는 (하니우 마오) : 미루 (みる) 명의
- PrettyDevil 미리암과 함께 ～악주입 애프터ー (미리암) : 미루 (みる) 명의
- 야쿠chu! ~지금은 미약개발중~ (카가와 마키) : 미루 (みる) 명의
- 델타 ~보채는 천사와 한 지붕 아래에서~ (세레스) : 미루 (みる) 명의
- 몽견사 PC판 (모리타 나오) : 미루 (みる) 명의
- 이나☆코이! 팬디스크 (하루히 사라사) : 미루 (みる) 명의
- 도화월탄 (코쵸 3자매) : 미루 (みる) 명의
- EXE (코노 나츠키) : 미루 (みる) 명의
- 모모x모미 ~저, 싫어해버립니다~ (스도 에리카) : 미루 (みる) 명의
- 저기, 누나? 어떻게 할거야!? ~나미와 미나와 가끔 나~ (미나) : 미루 (みる) 명의
- 노을빛으로 물드는 언덕 (시라이시 나고미, 시라이시 유토리) : 시라이시 나고미 = 미루 (みる) 명의, 시라이시 유토리 = 아오카와 나가레 (青川 ナガレ) 명의
- 러브데스2 ~Realtime Lovers~ (시오사키 미나모) : 미루 (みる) 명의
- 코이나츠 ~연화~ (아나미 레이리) : 미루 (みる) 명의
- 절대 행복 선언 (야스가사 하루카) : 미루 (みる) 명의
- 아네토레 - 누나와 H한 트레이닝 (하스미레 나나미) : 미루 (みる) 명의
- 엔죠이 ~2명의 음란한 여의와 에로 에로 연수 체험~ (메노 후타바) : 미루 (みる) 명의
- 장화를 신은 데코 (히미시로 소아라) : 미루 (みる) 명의
- ALICE♥퍼레이드 ~두 명의 앨리스와 신비한 소녀들~ (파니) : 미루 (みる) 명의
- 엑스베인 (슬레이어) : 미루 (みる) 명의
- 미래 입점 ~클럽·로맨스에 어서 오십시오~ (키무라 미라이) : 미루 (みる) 명의.
- 가장 끝자락의 이마 풀 보이스판 (베니오 아즈사) : 미루 (みる) 명의
- 인공소녀3 (U형) : 미루 (みる) 명의
- 유부녀 착유 백화점 (이치노미야 미유) : 미루 (みる) 명의
- Xross Scramble (가브리엘, 아키노 모미지, 레베카 프루시엔코) : 미루 (みる) 명의
- Clover Point (타카나시 샤샤) : 미루 (みる) 명의
- 나데시코 -붉은색의 나선- (무기호 카나데) : 아오카와 나가레 (青川 ナガレ) 명의
- 국물만 접대 ~ 국물투성이의 거리 ~ (키사라기 토모) : 아오카와 나가레 (青川 ナガレ) 명의
- 공주기사 안젤리카 ~당신은, 정말로 최저의 쓰레기야!~ (플로라 판파니) : 아오카와 나가레 (青川 ナガレ) 명의
- 아야세 집안의 여자들 ∼음화의 혈맥∼ (아야세 미즈키) : 아오카와 나가레 (青川 ナガレ) 명의
- 촉수소녀 (아사다 마유) : 아오카와 나가레 (青川 ナガレ) 명의
- 풍륜간산「이 몸이 아무리 더럽혀진다고 해도……」 (마나히메) : 아오카와 나가레 (青川 ナガレ) 명의
- 피규@카니발 (엔도 이프리나) : 아오카와 나가레 (青川 ナガレ) 명의
- 선생님을 조교하자! (키사라기 케이코) : 아오카와 나가레 (青川 ナガレ) 명의
- 프린세스나이트☆카츄아 ~타락한 용기사공주~ (니나 드라그라) : 아오카와 나가레 (青川 ナガレ) 명의
- 당신이 모르는 간호사 -성적병동 24시- (오가와 나나) : 아오카와 나가레 (青川 ナガレ) 명의
- 불꽃의 임신 동급생 (토오야마 아스카, 미토베 나츠키) : 아오카와 나가레 (青川 ナガレ) 명의
- 마장의 제물2 (유미리아 앤바르도) : 아오카와 나가레 (青川 ナガレ) 명의
- 검소녀 노아 (피리아(올피리아 가브리엘)) : 아오카와 나가레 (青川 ナガレ) 명의
- xx한 그녀의 만드는 방법 (에디트 히로인) : 아오카와 나가레 (青川 ナガレ) 명의
- 빈교사2 음종의나선 (히메모리 히나타) : 아오카와 나가레 (青川 ナガレ) 명의

2008년
- 두근두근 마녀신판2 (악마 쿠로)
- 연희†몽상 ~움찔 소녀 투성이의 삼국지 연의~ (순욱)
- 오나토레! 동갑내기와 H한 트레이닝 (하스미네 나나미) : 미루 (みる) 명의
- 스윗치!! ~내가 여름에 생각한 것~ (츠키모리 스이) : 미루 (みる) 명의
- 초앙섬인 하루카 (루리) : 미루 (みる) 명의
- 냉철냉정 그래서 XXX !! (유노) : 미루 (みる) 명의
- 오토메 크라이시스 (레베카) : 미루 (みる) 명의
- 어둠의 목소리 ZERO (어촌의 청년) : 미루 (みる) 명의
- 판타지컬 (디나) : 미루 (みる) 명의
- 11eyes -죄와 벌과 속죄의 소녀- (히로하라 유키코) : 미루 (みる) 명의
- 스텔라 에그에스 ~속죄의 공주기사~ (코다마 이자요이) : 미루 (みる) 명의
- BIFRONTE ~쿠가이섬의 기담~ (에노치카 나오) : 미루 (みる) 명의
- 여름하늘 저편 (시치죠 사사라) : 미루 (みる) 명의
- 메토라세 ~두근러브☆신혼위원회~ (미즈히키 카나에) : 미루 (みる) 명의
- 프리마☆스텔라 (토호인 시즈카) : 미루 (みる) 명의
- 유니티마리아쥬 ~둘만의 신부~ (미나즈키 유노) : 미루 (みる) 명의
- 매지컬라이드 (사이토 카오리) : 미루 (みる) 명의
- 하레하레하렘 (미나미사와 유코) : 미루 (みる) 명의
- Eternal Kingdom ~멸망의 마녀와 전설의 검~ (피리아) : 미루 (みる) 명의
- 야미츠키 (키리시마 야에) : 미루 (みる) 명의
- 춘색앵뢰 (오키타 아야노) : 미루 (みる) 명의
- 피코피코 ~사랑하는 마음이 잠드는 장소~ (아리카와 렌) : 미루 (みる) 명의
- 민감 애슬리트 (야기누마 시즈카) : 미루 (みる) 명의
- 아마츠카제 ~괴뢰진풍첩~ (쿠키 아케비) : 미루 (みる) 명의
- AliveZ (리코리스) : 미루 (みる) 명의
- 콘체르토 노트 (토죠 시라유키) : 미루 (みる) 명의
- ENGAGE LINKS (티아 발드) : 미루 (みる) 명의
- Before Dawn Daybreak ~심연의 가희~（레오노라) : 미루 (みる) 명의
- 그것은 흩날리는 벚꽃처럼 완전판 (세리자와 카구라) : 미루 (みる) 명의
- 짝사랑의 달 엑스트라 (요시노) : 미루 (みる) 명의
- 러브데스3 ~Realtime Lovers~ (시오사키 미나모) : 미루 (みる) 명의
- 오토☆프리 ~사랑해요 오토메왕자♪두근두근 웨딩벨~ (오오야마 루이) : 미루 (みる) 명의
- 모두의 노래 ~Everyone’s song~ (쿠게누마 아야네) : 미루 (みる) 명의
- 진 연희무쌍 ~소녀요란☆삼국지연의~ (순욱) : 미루 (みる) 명의
- 영원의 끝에서 (시노무라 모모) : 미루 (みる) 명의
- 예양학원 2 ~기학의 화원~ (미사키 유나) : 아오카와 나가레 (青川 ナガレ) 명의
- 나츠카미 (타카사토 나나세) : 아오카와 나가레 (青川 ナガレ) 명의
- 최면능욕학원 (후타바 유나) : 아오카와 나가레 (青川 ナガレ) 명의
- 쌍둥이 노예아가씨 (다이쿠지 리에) : 아오카와 나가레 (青川 ナガレ) 명의
- 음몽학원「안돼……이렇게 되버리는건 꿈속에서뿐이야……！」(텐도지 마유리) : 아오카와 나가레 (青川 ナガレ) 명의
- 양호실의 선생님 ~조르는 폭유 레슨~ (미츠이 유코) : 아오카와 나가레 (青川 ナガレ) 명의
- 처녀의 시종군 (하자쿠라 유나) : 아오카와 나가레 (青川 ナガレ) 명의
- 거짓교사 ~성활지도ADV~ (미나세 모에) : 아오카와 나가레 (青川 ナガレ) 명의
- 노예장교 클라리스 -백탁의 글로리에- (소니아 스베토라나) : 아오카와 나가레 (青川 ナガレ) 명의
- 그녀×그녀×그녀 ~세자매와의 두근두근 공동 생활~ (뱌쿠단 미도리) : 아오카와 나가레 (青川 ナガレ) 명의
- 늠욕의 성 꼭두각시의 왕 (테레시아 폰 로젠버그) : 아오카와 나가레 (青川 ナガレ) 명의
- 마계천사 지브릴 -episode3- (진노 나기(성천사 지브릴 제로)) : 아오카와 나가레 (青川 ナガレ) 명의
- 하나마룻! 2 (하기오 이치고) : 아오카와 나가레 (青川 ナガレ) 명의
- 클래스의 전원은 나의 신부 ~[우리들의 몸은 당신의 것] 여자들을 전원 애완동물로 선언~ (카게츠 미와, 스와 미사키, 히무로 스즈카) : 아오카와 나가레 (青川 ナガレ) 명의
- LILITH-IZM02 ∼질내사정 / 임신 ∼ (미도리카와 유나) : 아오카와 나가레 (青川 ナガレ) 명의
- 듬뿍 안에내기 학원전쟁 (모모이 코토네) : 아오카와 나가레 (青川 ナガレ) 명의
- 민족음양 (파티마 아티키) : 아오카와 나가레 (青川 ナガレ) 명의
- 음속비상 소닉 메르세데스 ~쌍둥이 히로인 조교지령~ (소닉 지젤/시라미네 지젤) : 아오카와 나가레 (青川 ナガレ) 명의
- 이누미미 버서크 (센도 코노에) : 아오카와 나가레 (青川 ナガレ) 명의
- 초 외도용사 (시즈나) : 아오카와 나가레 (青川 ナガレ) 명의
- 아이레보 ~아이돌☆레볼루션~ (사쿠라이 모모카) : 아오카와 나가레 (青川 ナガレ) 명의
- xx한 그녀를 만드는 방법 해프닝! (에디트 히로인) : 아오카와 나가레 (青川 ナガレ) 명의
- 처녀수 ~오토메자리~ (아사오 유나) : 스미시로 키요카 (澄白キヨカ) 명의
- 스메라기 요코의 1일 (코가 히토미) : 스미시로 키요카 (澄白キヨカ) 명의
- 조심술3 (후지노모리 시호) : 스미시로 키요카 (澄白キヨカ) 명의
- 조카소녀 (쿠라야마 사야) : 스미시로 키요카 (澄白キヨカ) 명의
- M.E.s -동급생 메이드 조교- (야나세 코루리) : 스미시로 키요카 (澄白キヨカ) 명의
- 무스메이커 (카린) : 스미시로 키요카 (澄白キヨカ) 명의

2009년
- 11eyes CrossOver (히로하라 유키코)
- 재기발랄 재색겸비의 그대들에게 (아마노 마미루) : 미루 (みる) 명의
- 앰버 쿼츠 -Amber Quartz- (미나쿠라 토모/토모) : 미루 (みる) 명의
- 축복의 칸파넬라 (미리엄) : 미루 (みる) 명의
- DEVILS DEVEL CONCEPT (미나미 무츠키) : 미루 (みる) 명의
- 성검의 페아리스 (카스가이 하루나) : 미루 (みる) 명의
- 츤인 그녀 데레인 그녀 (시도우 하루카) : 미루 (みる) 명의
- 헬리오트로프 -그것은 죽음에 이르는 신의 사랑- (아이리스 라게르게브) : 미루 (みる) 명의
- 여름색 스트레이트! (아리마 카구야) : 미루 (みる) 명의
- 마지스키 ~Marginal Skip~ (릿타) : 미루 (みる) 명의
- 진설 엽기의 우리 제2장 (미야시타 타마미) : 미루 (みる) 명의
- 스텔라 에그에스 코딕스 ~황혼의 공주기사~ (코다마 이자요이) : 미루 (みる) 명의
- 천신난만 -LUCKY or UNLUCKY!?- (토쿠사 호노카) : 미루 (みる) 명의
- 쿠레나이노츠키 (아마노 코코아) : 미루 (みる) 명의
- 메카미미 (켄가미네 산고) : 미루 (みる) 명의
- 77 ~And, two stars meet again~ (모코) : 미루 (みる) 명의
- 메모리아 (아리사 클라우스) : 미루 (みる) 명의
- 프리☆사라~ 두근두근 x 러브러브 w 팬디스크 (토호인 시즈카) : 미루 (みる) 명의
- 안아줘요 꼬옥! ~나의 신부는 다키마쿠라~ (마쿠라코) : 미루 (みる) 명의
- 트로피컬 키스 (아오이 마츠리) : 미루 (みる) 명의
- 소꿉친구는 대통령 My girlfriend is the PRESIDENT (우주선 에제키엘[엘]) : 미루 (みる) 명의
- 새하얀 색 심포니 -Love is pure white- (안젤리나 나나츠 시웰) : 미루 (みる) 명의
- 히다마리 바스켓 (모모치 무츠카) : 미루 (みる) 명의
- 그녀×그녀×그녀 ~두근두근 풀스로틀~ (뱌쿠단 미도리) : 아오카와 나가레 (青川 ナガレ) 명의
- 상간유희 2 (소마 유나) : 스미시로 키요카 (澄白キヨカ) 명의
- 파이터치! (야치구사 유타카) : 스미시로 키요카 (澄白キヨカ) 명의
- 엘프의 쌍둥이공주 위란과 알스라「 나는 어떻게 되어도 좋으니까, 언니에게는 손대지마……!」 (루루 길레모) : 스미시로 키요카 (澄白キヨカ) 명의
- 만음전차2 (사쿠라바 아이리) : 스미시로 키요카 (澄白キヨカ) 명의
- 만약 이런 쇼핑몰이 있다면!? 가겠습니다☆ (센도 후타바) : 스미시로 키요카 (澄白キヨカ) 명의
- 와줘! 마법전사의 학원제 ~ 팬디스크의 아가씨들 ~ : 스미시로 키요카 (澄白キヨカ) 명의
- 마을 패거리 윤간 ~백탁 투성이의 소녀들~ (야다 치카코) : 스미시로 키요카 (澄白キヨカ) 명의
- 매지컬 위치 콘체르토 (프란체스카 아크라이트) : 스미시로 키요카 (澄白キヨカ) 명의
- 그녀가 문병오지 않는 이유 (후지사와 코코로) : 스미시로 키요카 (澄白キヨカ) 명의
- 난교하는 나와 공주 ~공주와 집사와 가희와 그 외 사람들과~ (실비/실비아나·실비·마나·아르테리아) : 스미시로 키요카 (澄白キヨカ) 명의
- 교육지도 (카지와라 아키나) : 스미시로 키요카 (澄白キヨカ) 명의

2010년
- RGH ~사랑과 히어로와 학원과~ (네코미야 코코) : 미루 (みる) 명의
- 소꿉친구는 대통령 My girlfriend is the PRESIDENT 팬디스크 (우주선 에제키엘[엘]) : 미루 (みる) 명의